# Symbolae botanicae
Symbolae botanicae (abreviado Symb. Bot. (Presl)) es un libro con ilustraciones y descripciones botánicas que fue escrito por el  botánico, profesor de Bohemia, Karel Presl. Fue publicado en los años 1830–1858. con el nombre de Symbolae Botanicae sive Descriptiones et Icones Plantarum Novarum ... (Presl).